# 青山知靖
青山 知靖（あおやま ともやす）は、日本の情報学者（メディアコミュニケーション論・情報教育）。学位は修士（国際関係）（静岡県立大学・1996年）。静岡県立大学国際関係学部助教。
静岡県立大学国際関係学部助手などを歴任した。

## 概要
メディアコミュニケーション論、情報教育を専攻する情報学者である。情報技術やネットワークとコミュニケーションについての研究に従事した。後進の育成に努め、静岡県立大学にて教鞭を執った。また、静岡県磐田郡浅羽町で『浅羽町史』の民俗編の執筆にも携わっていた。

## 来歴

### 生い立ち
1986年（昭和61年）4月、愛知県により設置・運営される愛知県立武豊高等学校に入学し、普通科にて学んだ。1989年（平成元年）3月、愛知県立武豊高等学校を卒業した。同年4月、国が設置・運営する愛知教育大学に進学し、教育学部にて総合科学課程の国際文化コースで学んだ。1993年（平成5年）3月、愛知教育大学を卒業した。それに伴い、学士（国際文化）の学位を取得した。1993年（平成5年）4月、静岡県により設置・運営される静岡県立大学の大学院に進学し、国際関係学研究科の国際関係学専攻にて学んだ。また、大学院生の頃より、1995年（平成7年）から1998年（平成10年）にかけて、浅羽町教育委員会の事務局にて町史編さん室の調査協力委員を務め、民俗調査に従事するとともに『浅羽町史』の民俗編の索引執筆を担った。1996年（平成8年）3月、静岡県立大学の大学院における修士課程を修了した。それに伴い、修士（国際関係）の学位を取得した。

### 情報学者として
大学院修了後、母校である静岡県立大学に採用されることになり、1997年（平成9年）8月に国際関係学部の助手に就任した。また、2003年（平成15年）1月から2009年（平成21年）3月にかけて、大学院の国際関係学研究科にて附属現代韓国朝鮮研究センターの研究員を兼務した。さらに静岡県立大学の情報センターにおいては、2005年（平成17年）4月から2006年（平成18年）3月まで特任教員を兼務し、2006年（平成18年）4月から2007年（平成19年）3月まで運営委員を兼務した。その傍ら、他の教育・研究機関でも教鞭を執っていた。静岡英和学院が新設した静岡英和学院大学においては、2002年（平成14年）4月から2007年（平成19年）3月にかけて講師を非常勤で兼任した。
静岡県立大学では2007年（平成19年）3月まで国際関係学部の助手を務めていたが、同年4月より助教となった。国際関係学部においては、主として国際関係学科の講義に携わった。また、同年4月より情報センターの特任教員を再び兼務した。2008年（平成20年）7月より男女共同参画推進センターの教員を兼務し、同年11月より大学院の国際関係学研究科にて附属グローバル・スタディーズ研究センターの研究員を兼務した。2013年（平成25年）4月から2015年（平成27年）3月にかけては、大学院の経営情報イノベーション研究科にて附属ICTイノベーション研究センターの研究員を兼務した。2018年（平成30年）6月から大学院の国際関係学研究科にて附属現代韓国朝鮮研究センターの研究員を再び兼務した。

## 研究
専門は情報学であり、メディアコミュニケーション論、情報教育、などの分野を研究していた。具体的には、情報技術やネットワークとコミュニケーションについての研究や、人文科学や社会科学の学部におけるコンピュータを活用した教育プログラムの開発に従事した。学術団体としては、社会・経済システム学会、情報通信学会、コンピュータ利用教育学会、日本e-Learning学会、情報処理学会、日本教育メディア学会、などに所属した。

## 略歴
- 1989年 - 愛知県立武豊高等学校普通科卒業。
- 1993年 - 愛知教育大学教育学部卒業[3][5]。
- 1995年 - 浅羽町教育委員会事務局町史編さん室調査協力委員[3]。
- 1996年 - 静岡県立大学大学院国際関係学研究科修士課程修了[3][5]。
- 1997年 - 静岡県立大学国際関係学部助手[3][4]。
- 2002年 - 静岡英和学院大学講師[3][4]。
- 2003年 - 静岡県立大学大学院国際関係学研究科附属現代韓国朝鮮研究センター研究員[3]。
- 2005年 - 静岡県立大学情報センター特任教員[3]。
- 2006年 - 静岡県立大学情報センター運営委員[3]。
- 2007年 - 静岡県立大学国際関係学部助教[3][4]。
- 2007年 - 静岡県立大学情報センター特任教員[3]。
- 2008年 - 静岡県立大学男女共同参画推進センター教員[3]。
- 2008年 - 静岡県立大学大学院国際関係学研究科附属グローバル・スタディーズ研究センター研究員[3]。
- 2013年 - 静岡県立大学大学院経営情報イノベーション研究科附属ICTイノベーション研究センター研究員[3]。
- 2018年 - 静岡県立大学大学院国際関係学研究科附属現代韓国朝鮮研究センター研究員[3]。

## 著作

### 分担執筆、寄稿、等
- 浅羽町史編さん委員会編『浅羽町史』民俗編、浅羽町、1998年。全国書誌番号:99030101

### 註釈
1. ↑  静岡県磐田郡浅羽町は、2005年に袋井市と新設合併し、新たに袋井市が設置された。
2. ↑  愛知教育大学は、2004年に国から国立大学法人愛知教育大学に移管された。
3. ↑  静岡県立大学は、2007年に静岡県から静岡県公立大学法人に移管された。

## 関連人物
- 澤田敬人
- 鈴木直義 (情報学者)
- 森下真衣
- 湯瀬裕昭